# Matthias Pier

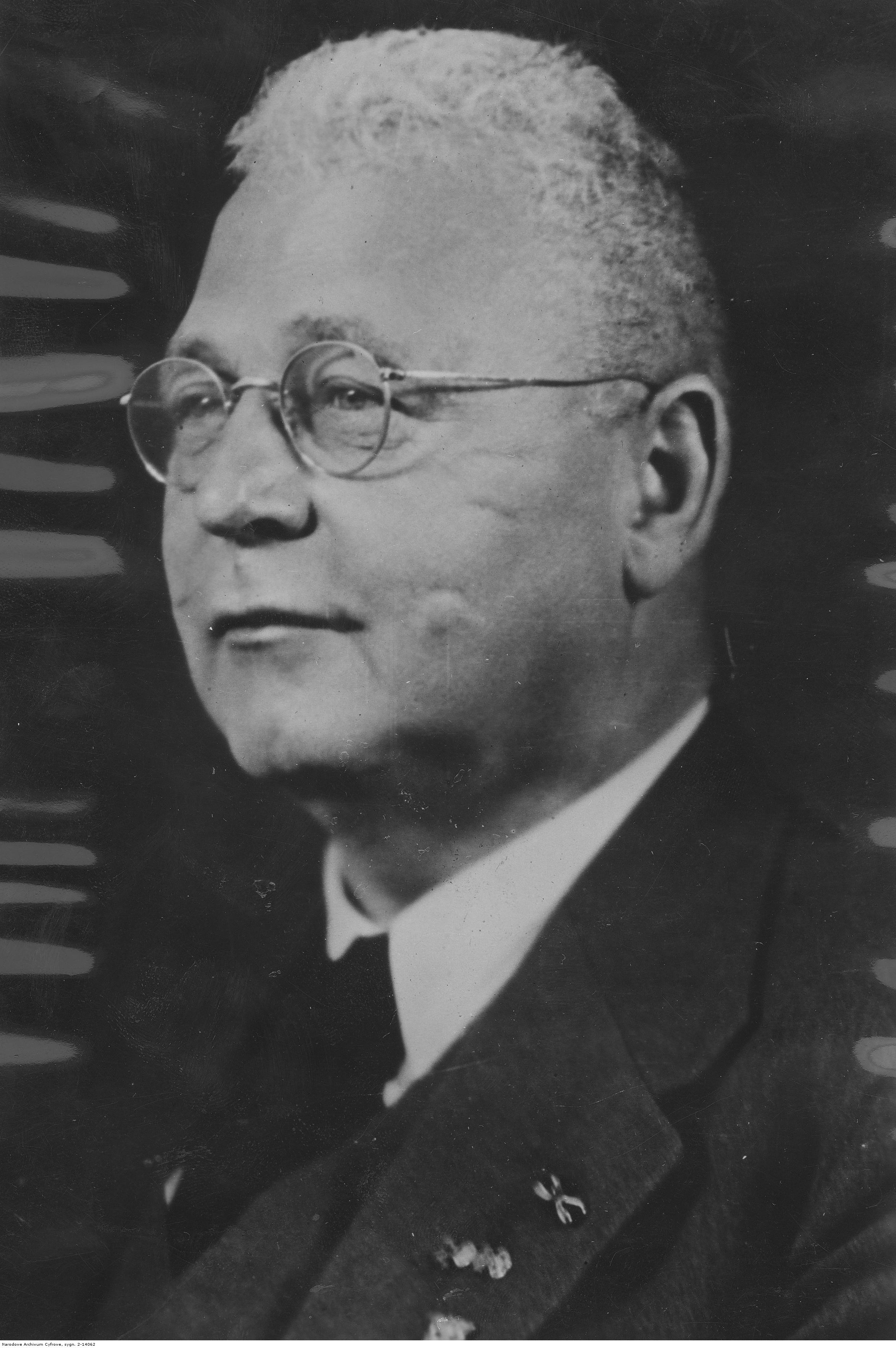
Matthias Pier, 1942

Matthias Pier (* 22. Juli 1882 in Nackenheim; † 12. September 1965 in Heidelberg) war ein deutscher Chemiker und Manager in der chemischen Industrie. Weltweite Bedeutung erlangte er durch die großtechnische Methanolherstellung aus Synthesegas, das Bergius-Pier-Verfahren zur Kohleverflüssigung sowie weiterer Hydrierverfahren.

## Leben
Pier besuchte das Gymnasium in Mainz und studierte zunächst an der Ruprecht-Karls-Universität Heidelberg und der Universität Jena Chemie. 1903 wurde er im Corps Saxonia Jena recipiert. Als Inaktiver wechselte er an die Friedrich-Wilhelms-Universität zu Berlin. Mit einer von Walther Nernst betreuten Dissertation in Physikalischer Chemie wurde er zum Dr. phil. promoviert. Er war ab 1910 in der Zentralstelle für wissenschaftlich-technische Untersuchungen in Neubabelsberg tätig und beschäftigte sich mit katalytischen Druckverfahren (Sprengstoff).
Ab 1920 war er bei der BASF in Ludwigshafen und ab 1927 als Prokurist bei der I.G. Farben tätig, wo er ab 1934 eine Position als Direktor erhielt. Pier war maßgeblich an der Entwicklung des Leuna-Benzins beteiligt. 1938 wurde er stellvertretender Geschäftsführer der Ammoniakwerke Merseburg GmbH (Leunawerke). Parallel folgte 1941 seine Berufung in den Aufsichtsrat der Hydrierwerke Pölitz AG. Pier wurde im Januar 1946 von der Militärregierung festgenommen und saß bis November 1947 in verschiedenen Lagern in Haft. Seine Pensionierung bei der BASF erfolgte im Januar 1949. Er war kinderlos verheiratet. Pier gehörte dem Verein Deutscher Ingenieure (VDI) mit der Mitgliedsnummer 381192 an.

## Ehrungen
Pier erhielt zahlreiche Auszeichnungen und Preise, u. a. die Carl-Engler-Medaille (1936), die Goethe-Medaille für Kunst und Wissenschaft (1942) und die DECHEMA-Medaille verliehen. Die Technische Hochschule Hannover verlieh ihm 1935 die Ehrendoktorwürde (als Dr.-Ing. E. h.), und er wurde von der Ruprecht-Karls-Universität Heidelberg zum Ehrensenator ernannt. 1942 wurde er als Mitglied der Deutschen Akademie der Naturforscher Leopoldina berufen. Der Ministerpräsident von Baden-Württemberg ehrte ihn 1950 mit einer Titular-Professur. 1952 erhielt er das Große Verdienstkreuz der Bundesrepublik Deutschland. Ein Tagungsraum im CCe Kulturhaus Leuna trägt den Namen Matthias-Pier-Saal. In Nackenheim wurde die Prof.-Dr.-Pier-Straße nach ihm benannt.

## Mitgliedschaften
- Stahlhelm, Bund der Frontsoldaten (Juni 1933)
- Nationalsozialistische Deutsche Arbeiterpartei (Mai 1937)